# 網頁應用程式防火牆
網頁应用程序防火墙（英語：Web Application Firewall，縮寫：WAF）是一种特定形式的应用程序防火墙，用于过滤、监控和阻斷通過網頁服务的HTTP流量。透過監察HTTP流量，它可以防止利用網頁应用程序已知漏洞的攻击，例如SQL注入、跨網站脚本（XSS）、文件包含和不正确的系统配置。 

## 历史
網站应用程序防火墙在1990年代后期開始發展，当时伺服器攻击变得越来越普遍。
早期版本的WAF由Perfecto Technologies及其AppShield产品开发，该产品針對电子商务市场并防止可能造成漏洞的字元输入，如：'#（在SQL注入攻擊中常見）。 2002 年，為了使WAF技术更易于使用开源計畫ModSecurity 成立。ModSecurity基于OASIS Web应用程序安全技术委员会 (WAS TC) 公佈的漏洞，最终确定了保护Web应用程序的核心规则集。 2003 年，他们結合了網路应用程序安全計畫（OWASP）的前十名和每年更新的漏洞表制定出一個業界標準。  
從此以後，市场蓬勃發展，尤其在金融界的信用卡詐欺預防。随着支付卡行业資料安全标准（PCI DSS）的发展，使得持卡人的數位資料更加安全。根据CISO杂志，WAF市场预计到2022年将增长到54.8亿美元。 

## 簡介
網路应用程序防火墙是一种特殊的应用程序防火墙，专门用于網路应用程序。它部署在 Web 应用程序前端并分析網路的双向 (通常是HTTP) 流量，使它能夠检测和阻止任何恶意内容。 此功能可以在软件或硬件中实现，在特殊设备中运行，或者在运行的一般作業系統的典型服务器中实现。它可能是一个独立的设备或包含在其他网络组件中。换句话说，WAF 可以是一种虚拟或物理设备，防止網路应用程序中的漏洞被外部使用。这些漏洞可能是因為程式本身過舊或程式設計缺陷。 WAF 通过阻擋符合规则集（也可以稱作過濾條件）的流量来解决这些程式缺陷。
以前未知的漏洞只能通过渗透测试或漏洞扫描器发现。 網路应用程序漏洞扫描程序，也称为網路应用程序安全扫描程序，在SAMATE NIST 500-269 中定义为“是一種检查網路应用程序是否存在潜在安全漏洞的自动化程序。除了搜索特定網路应用程序的漏洞外，这些工具还可以檢查程式错误。” 網路应用程序漏洞扫描程序可以在应用程序中对程式进行更正，也可能需要针对特定的網路应用程序漏洞应用自定义策略以提供临时緊急修复（称为虚拟补丁）。
WAF 并不是安全解决方案的萬靈藥，而是旨在与其他网络外围安全解决方案（例如网络防火墙和入侵防御系统）结合使用，以提供整体防御策略。

## 種類
儘管稱呼可能不同，但 WAF 基本上可以分為三種。根据 NSS Labs 的分類，有三種：透明网桥、透明反向代理和反向代理。  “透明”是指 HTTP 流量直接发送到網頁应用程序，因此 WAF 在客户端和伺服器端之间是透明的。这与反向代理相反，在反向代理中，WAF 充当代理者，客户端的流量直接发送到 WAF。然后，WAF 将过滤后的流量轉傳到 Web 应用程序。這樣有一些好處，例如 IP 遮罩，但可能有一些缺点，例如傳輸延迟。

### 供應商
许多商业 WAF 具有相似的功能，但主要差异通常涉及特定环境中的用户界面、部署选项或要求。著名的供应商包括：

#### 本機服務
- Barracuda Networks WAF
- 思杰Netscaler 应用防火墙
- F5 BIG-IP 進階 WAF（以前称为 ASM）
- Fortinet FortiWeb
- Imperva SecureSphere
- Penta 安全系统 （页面存档备份，存于）WAPPLES
- Qualys WAF
- Radware 应用墙
- 罗德与施瓦茨网络安全的WAF

#### 雲端
- Akamai Technologies Kona
- 阿里云
- 亚马逊网络服务AWS WAF
- Barracuda Networks CloudGen WAF 和 WAF 即服务
- CDNetworks
- Cloudbric
- Cloudflare
- Fortinet FortiWeb
- F5 Silverline
- Fastly
- IBM Cloud網路服务 WAF
- Imperva Incapsula
- 带有 WAF 的Microsoft Azure 应用程序网关
- Oracle 云基础设施WAF
- Qualys WAF
- Radware
- 罗德与施瓦茨网络安全WAF
- Sucuri防火墙
- VMware NSX 進階负载平衡（以前称为 Avi Vantage）

#### 雲端原生
- Palo Alto Networks Prisma Cloud WAAS（網路应用程序和 API 安全）

### 开源
- ModSecurity